# دوغلاس إي. رايت
دوغلاس إي. رايت هو كاتب كندي، ولد في 1955.